# Byte Order Mark
Als Byte Order Mark (BOM; deutsch: „Byte-Reihenfolge-Markierung“) wird eine charakteristische Bytefolge am Anfang eines Datenstroms bezeichnet, die das Unicode-Zeichen U+FEFF (englisch zero width no-break space) kodiert. Diese Bytefolge dient als Kennung zur Definition der Byte-Reihenfolge und Kodierungsform in UCS/Unicode-Zeichenketten, insbesondere Textdateien.

## In UTF-16 und UTF-32
Bei den Kodierungen UTF-16 und UTF-32 muss die Byte-Reihenfolge angegeben werden, da hier die einzelnen Zeichen jeweils in mindestens 16 oder 32 Bit großen Werten kodiert sind und damit mehrere Bytes benötigen (UTF-16: 2 Bytes, UTF-32: 4 Bytes). Das (auch: die) Byte Order Mark kennzeichnet dabei, in welcher Reihenfolge die Bytes auszuwerten sind. Diese Markierung wird immer dann besonders wichtig, wenn Daten zwischen unterschiedlichen Systemen ausgetauscht werden.
In UTF-16 besteht das BOM
- in Big-Endian-Notation aus der Zweibyte-Sequenz FE FF
- in der Little-Endian-Notation umgekehrt aus FF FE.

In UTF-32 besteht das BOM
- in Big-Endian-Notation aus der Sequenz 00 00 FE FF
- in der Little-Endian-Notation aus FF FE 00 00.

Da das Zeichen U+FFFE jeweils als ungültig definiert ist, kann durch die Reihenfolge der ersten Bytes eindeutig die Auswertungs-Reihenfolge für alle folgenden Bytes festgestellt werden.

## In UTF-8
Die UTF-8-Kodierung des BOM besteht aus der Bytesequenz EF BB BF, die in nicht UTF-8-fähigen Texteditoren und Browsern meist als ISO-8859-1-Zeichen ï»¿ erscheinen. Bei UTF-8 stellt sich das Problem der Byte-Reihenfolge zwar nicht, doch ein BOM am String- oder Dateianfang ist erlaubt, um die Verwendung von UTF-8 als Kodierung zu kennzeichnen.
Eine sichere Unterscheidung zwischen UTF-8 und den ISO-8859-Zeichensätzen ist durch die Verwendung eines BOM zwar nicht gewährleistet, da in den 8-Bit-Zeichensätzen alle Bytesequenzen erlaubt sind, auch die UTF-8-Kodierung des BOM; wenn aber die Alternative speziell UTF-8 oder ISO 8859-1 ist, dann ist die pragmatische Annahme durchaus üblich, dass die Zeichenfolge ï»¿ nicht gemeint ist, und daraus folgend, dass eine UTF-8-Kodierung vorliegt.
In Java wird beim Einlesen von UTF-8-Texten das Byte Order Mark nicht automatisch erkannt. Es ist Sache der Anwendungssoftware, das daraus generierte Zeichen 0xFEFF bei Bedarf zu entfernen.

## Weiteres
Wird ein Byte Order Mark verwendet, so kann es zu Problemen mit Programmen kommen, die ein BOM nicht erwarten oder nicht kennen:
- in Unix-artigen Umgebungen wird in Skriptdateien oft der Shebang-Mechanismus verwendet, bei dem die Zeichenfolge „#!“ ebenfalls am Dateianfang stehen muss; steht hier stattdessen ein unerwartetes BOM, so gibt es Probleme.
- Compiler wie z. B. gcc (vor Version 4.4[2]) melden bei Verwendung eines BOM überschüssige Zeichen am Dateianfang
- in PHP mit Standardeinstellungen[3] führt das BOM zur Ausgabe von Zeichen an den Browser, so dass ohne „output buffering“ keine HTTP-Header mehr geändert werden können.

## Tabellarische Übersicht
| Kodierung   | hexadezimale Darstellung                                   | dezimale Darstellung                                    | Darstellung nach Windows-1252                 |
| ----------- | ---------------------------------------------------------- | ------------------------------------------------------- | --------------------------------------------- |
| UTF-8       | EF BB BF                                                   | 239 187 191                                             | ï»¿                                           |
| UTF-16 (BE) | FE FF                                                      | 254 255                                                 | þÿ                                            |
| UTF-16 (LE) | FF FE                                                      | 255 254                                                 | ÿþ                                            |
| UTF-32 (BE) | 00 00 FE FF                                                | 0 0 254 255                                             | ␀␀þÿ                                          |
| UTF-32 (LE) | FF FE 00 00                                                | 255 254 0 0                                             | ÿþ␀␀                                          |
| UTF-7       | 2B 2F 76 und ein Zeichen aus: [ 38 \| 39 \| 2B \| 2F ]     | 43 47 118 und ein Zeichen aus: [ 56 \| 57 \| 43 \| 47 ] | +/v und ein Zeichen aus: [ 8 \| 9 \| + \| / ] |
| UTF-1       | F7 64 4C                                                   | 247 100 76                                              | ÷dL                                           |
| UTF-EBCDIC  | DD 73 66 73                                                | 221 115 102 115                                         | Ýsfs                                          |
| SCSU        | 0E FE FF (von anderen möglichen Bytefolgen wird abgeraten) | 14 254 255                                              | ␎þÿ                                           |
| BOCU-1      | FB EE 28 optional gefolgt von FF                           | 251 238 40 optional gefolgt von 255                     | ûî( optional gefolgt von ÿ                    |
| GB 18030    | 84 31 95 33                                                | 132 49 149 51                                           | „1•3                                          |